# Boomerang Ausztrália
A Boomerang Ausztrália (angolul: Boomerang Australia) a Boomerang rajzfilmadó angol nyelvű, Ausztráliában és Új-Zélandon fogható adásváltozata, mely a nap 24 órájában sugároz. 2001 áprilisában indult, akkor még műsorblokként, de 2004 márciusa óta önálló csatornaként működik. 2012. december 1-jén ez a változat is az Európa-szerte használt arculatot és logót vette fel, valamint átváltott szélesvásznú képarányra.

## Műsorok
- Tom és Jerry
- Chuck, a dömper kalandjai
- Bébi bolondos dallamok
- Tom és Jerry új kalandjai
- Eperke és barátai
- Én kicsi pónim: Varázslatos barátság
- Tom és Jerry gyerekshow
- Bolondos dallamok
- Casper az Ijesztő Iskolában
- A Garfield-show
- Zsebkutyusok
- Szilveszter és Csőrike kalandjai
- és továbbiak